# ایمی تن
 ایمی تن (انگلیسی: Amy Tan؛ زادهٔ ۱۹ فوریهٔ ۱۹۵۲) یک نویسنده اهل ایالات متحده آمریکا است.